# Pantano del Pintado
Pantano del Pintado är en reservoar i Spanien. Den ligger i den sydvästra delen av landet, 300 km sydväst om huvudstaden Madrid. Pantano del Pintado ligger 322 meter över havet. Arean är 3,9 kvadratkilometer. 
Den sträcker sig 5,4 kilometer i nord-sydlig riktning, och 6,5 kilometer i öst-västlig riktning.